# ノイカレンの戦い
ノイカレンの戦い（ノイカレンのたたかい、英語: Battle of Neukalen）は七年戦争中の1762年1月2日、ノイカレンにおいてスウェーデン軍がプロイセン軍に勝利した戦闘。カール・コンスタンティン・デ・カーナル率いるスウェーデン軍はマルヒン近くの山でプロイセン軍を潰走させた。スウェーデンとプロイセンは5月のハンブルク条約で講和したため、七年戦争におけるスウェーデン軍とプロイセン軍の間の戦闘はこの戦いで最後となった。